# Anginopachria
Anginopachria es un género de coleópteros adéfagos  perteneciente a la familia Dytiscidae. 

## Especies seleccionadas
- Anginopachria prudeki	Wewalka, Balke, Hajek & Hendrich 2005
- Anginopachria schoedli	Wewalka, Balke, Hajek & Hendrich 2005
- Anginopachria ullrichi	(Balke & Hendrich 1999)